# Neovaskularizacija rožnice
Neovaskularizacija rožnice jest urastanje krvnih žila iz limbalnog vaskularnog pleksusa u rožnicu. Uzrokovano je slabom opskrbom kisika; rožnica se kisikom normalno opskrbljuje iz zraka preko suznog filma, te donekle iz prednje očne sobice, jer zdrava rožnica ne sadrži krvnih žila. Jedan od najčešćih uzroka neovaskularizacije rožnice je je nošenje kontaktnih leća, a osobito produženo nošenje leća. 
U kasnijim stadijima bolest može ugroziti vid, što je ujedno i glavni razlog zašto oftalmolozi savjetuju rutinske preglede nosiocima kontaktnih leća, čak i kad nemaju nikakvih smetnji.
|  | Molimo pročitajte upozorenje o korištenju medicinskih informacija. Ne provodite liječenje bez savjetovanja s liječnikom! |